# Lunarsolar
Lunarsolar (em coreano: 루나 솔라; estilizado como LUNARSOLAR) é um girl group sul-coreano de quatro membros formado pela JPlanet Entertainment. O grupo estreou em 2 de setembro de 2020, com seu single álbum "Solar: Flare" 

## História

### Pré-estréia
Antes de ingressar na JPlanet Entertainment, 3 de 4 membros já estavam envolvidos na indústria musical. Anteriormente, Taeryeong era uma competidora no Produce 101, mas foi eliminada e classificada em 57º lugar.  Ela também participou do Mix Nine, mas foi eliminada e colocada na 46ª colocação.  Ela foi vista se apresentando com o grupo feminino A-Daily em outubro de 2018, mas nunca foi anunciada como membro oficial do grupo. Ela também fez parte do grupo feminino de pré-estreia da ONO Entertainment, Blackmamba. 
Jian era um ex-membrq do grupo feminino S.E.T com o nome artístico de TaeE e participou de The Unit: Idol Rebooting Project, mas foi eliminada e colocada em 61º lugar. 
Yuuri foi membro do girl group japonês I'S9 em 2013, até que ela saiu (ou "se formou") em novembro de 2015. 
Em 2018, a JPlanet Entertainment anunciou o Rookie Planet, um projeto para promover seus trainees (ou "novatos") para o mundo antes de sua estreia oficial. Eles costumavam postar covers de dança, covers de vocais e vídeos de reação.  Os membros foram revelados em um período de 1 ano, começando com Jieun (que mais tarde se tornou Jian), Taeryeong, Hyeonjeong (que mais tarde se tornou Eseo), Yuuri e Sujin. Sujin saiu em algum momento no início de 2020. Em 27 de março de 2020, Jian apareceu em "I Can See Your Voice 7",  além de ser uma musa cover do canal do YouTube MUPLY. 

### Estreia: 2020
Em 13 de julho de 2020, o JPlanet Entertainment anunciou que iria estrear seu primeiro grupo feminino e, posteriormente, lançou a imagem do logotipo.  Eles lançaram "fotos de identidade" na ordem de Jian, Yuuri, Eseo e Taeryeong começando em 13 de julho de 2020 e terminando em 16 de julho de 2020. Eles lançaram versões 'Lunar' e 'Solar' das fotos de identidade. 
O grupo estreou em 2 de setembro de 2020 com seu single álbum "Solar: Flare", ao lado do videoclipe da faixa-título "Oh Ya Ya Ya". 

## Membros
- Eseo (이서)
- Taeryeong (태령)
- Jian (지안)
- Yuuri (유우리)

## Discografia

### Álbuns individuais
| Título        | Detalhes | Melhores posições nas paradas | Vendas       |
| Título        | Detalhes | KOR                           | Vendas       |
| ------------- | --- | ----------------------------- | ------------ |
| Solar : Flare | - Lançado: 2 de setembro de 2020 - Gravadora: JPlanet Entertainment - Formatos: CD, digital download, streaming Track listing 1. Oh Ya Ya Ya (노는 게 제일 좋아) 2. Oh Ya Ya Ya (노는 게 제일 좋아) (Inst.) | 40                            | - KOR: 4,360 |

### Singles
| Título        | Ano  | Melhores posições nas paradas | Álbum         |
| Título        | Ano  | KOR                           | Álbum         |
| ------------- | ---- | ----------------------------- | ------------- |
| "Oh Ya Ya Ya" | 2020 | —                             | Solar : Flare |

## Filmografia

### Videoclipes
| Título        | Ano  | Diretor(es)  | Notas |
| ------------- | ---- | ------------ | ----- |
| "Oh Ya Ya Ya" | 2020 | Desconhecido |       |

## Prêmios e indicações
| Cerimônia de Premiação   | Ano  | Categoria               | Nomeada(s) | Resultado | Ref.   |
| ------------------------ | ---- | ----------------------- | ---------- | --------- | ------ |
| Korea First Brand Awards | 2021 | New Female Artist Award | LUNARSOLAR | Indicado  | [ 19 ] |